# 23779 Cambier
23779 Cambier este un asteroid din centura principală de asteroizi.

## Descriere
23779 Cambier este un asteroid din centura principală de asteroizi. A fost descoperit pe 17 august 1998 la Socorro, New Mexico, în cadrul proiectului LINEAR. Asteroidul prezintă o orbită caracterizată de o semiaxă mare de 2,60 ua, o excentricitate de 0,19 și o înclinație de 3,8° în raport cu ecliptica.